# سانتانا دو كاريري
سانتانا دو كاريري بلدية في ولاية سيارا في المنطقة الشمالية الشرقية من البرازيل.